# Liste von hohen Kreuzen in Österreich
Die Liste von hohen Kreuzen in Österreich führt christliche Kreuze in Form freistehender Bauwerke in Österreich ab etwa 10 Metern Höhe auf.

## Liste
| Bezeichnung                     | Standort                 | Koordinaten                      | Höhe (m) | Fertig- stellung | Anmerkungen und Belege                 |
| ------------------------------- | ------------------------ | -------------------------------- | -------- | ---------------- | -------------------------------------- |
| Pilgerkreuz am Veitscher Ölberg | Sankt Barbara im Mürztal | 47° 34′ 59,9″ N, 15° 29′ 27″ O   | 40,7 m   | 2004             | Aussichtsturm                          |
| Papstkreuz                      | Wien                     | 48° 14′ 21,3″ N, 16° 24′ 31,5″ O | 40 m     | 1983             |                                        |
| Papstwarte                      | Horn                     | 48° 41′ 56,8″ N, 15° 40′ 47,3″ O | 36,5 m   | 1983             | Aussichtsturm mit Kreuz auf der Spitze |
| Jakobskreuz                     | Fieberbrunn              | 47° 29′ 3,6″ N, 12° 34′ 51,7″ O  | 29,7 m   | 2014             | Aussichtsturm                          |
| Europawarte Sankt Benedikt      | Schrattenthal            | 48° 44′ 50,3″ N, 15° 51′ 58,9″ O | 26 m     | 1980             | Aussichtsturm mit Kreuz auf der Spitze |
| Gipfelkreuz Brunnkogel          | Ebensee                  | 47° 49′ 39,7″ N, 13° 37′ 49″ O   | 14 m     | 2013             | hatte Vorläufer                        |